# Comanche, Texas
Comanche är administrativ huvudort i Comanche County i Texas. Huvudorten flyttades 1859 från Cora till Comanche. Enligt 2010 års folkräkning hade Comanche 4 335 invånare.